# النی مارکو
النی مارکو (انگلیسی: Eleni Markou؛ زادهٔ ۲۹ مارس ۱۹۹۵) بازیکن فوتبال اهل یونان است.
او همچنین در تیم‌های ملی فوتبال Greece women's national under-19 football team و Greece women's national football team بازی کرده‌است.